# Гуарино да Верона
Гуарино да Верона, также Гуарино из Вероны (итал. Guarino Veronese, Guarino da Verona; декабрь 1370 или 1374, Верона — 14 декабря 1460, Феррара) — итальянский поэт, переводчик, гуманист.

## Биография
Изучал латинский язык в Падуе у Джованни Мальпагини (Джованни да Равенна). Заинтересовался греческими авторами, на которых ссылались латинские источники. В 1388 году уехал в Константинополь, так как в то время в Италии не было школы изучения греческого языка. Там Гуарино познакомился с Мануилом Хрисолором — учёным и литератором, который стал его наставником в течение пяти лет. Обучение было прервано в 1393 году, когда турки осадили Константинополь и император Мануил II Палеолог отправил Хрисолора в Италию искать помощи католических князей. Возвращаясь домой, Гуарино захватил с собой 50 манускриптов, в их числе две редкие греческие рукописи, которые ему удалось достать с большим трудом и, как рассказывают, потеря одной из них при кораблекрушении привела его в такое расстройство, что он поседел за одну ночь.
После возвращения в 1408 году в Италию Гуарино работал дома в Вероне, а затем в Венеции, Флоренции преподавателем греческого языка. В 1429 году он был приглашён в Феррару Никколо III д’Эсте в качестве учителя его наследника Лионелло д’Эсте, узаконенного бастарда, которому в тот момент было уже 22 года. Закончил обучать Лионелло в 1435 году после его свадьбы.

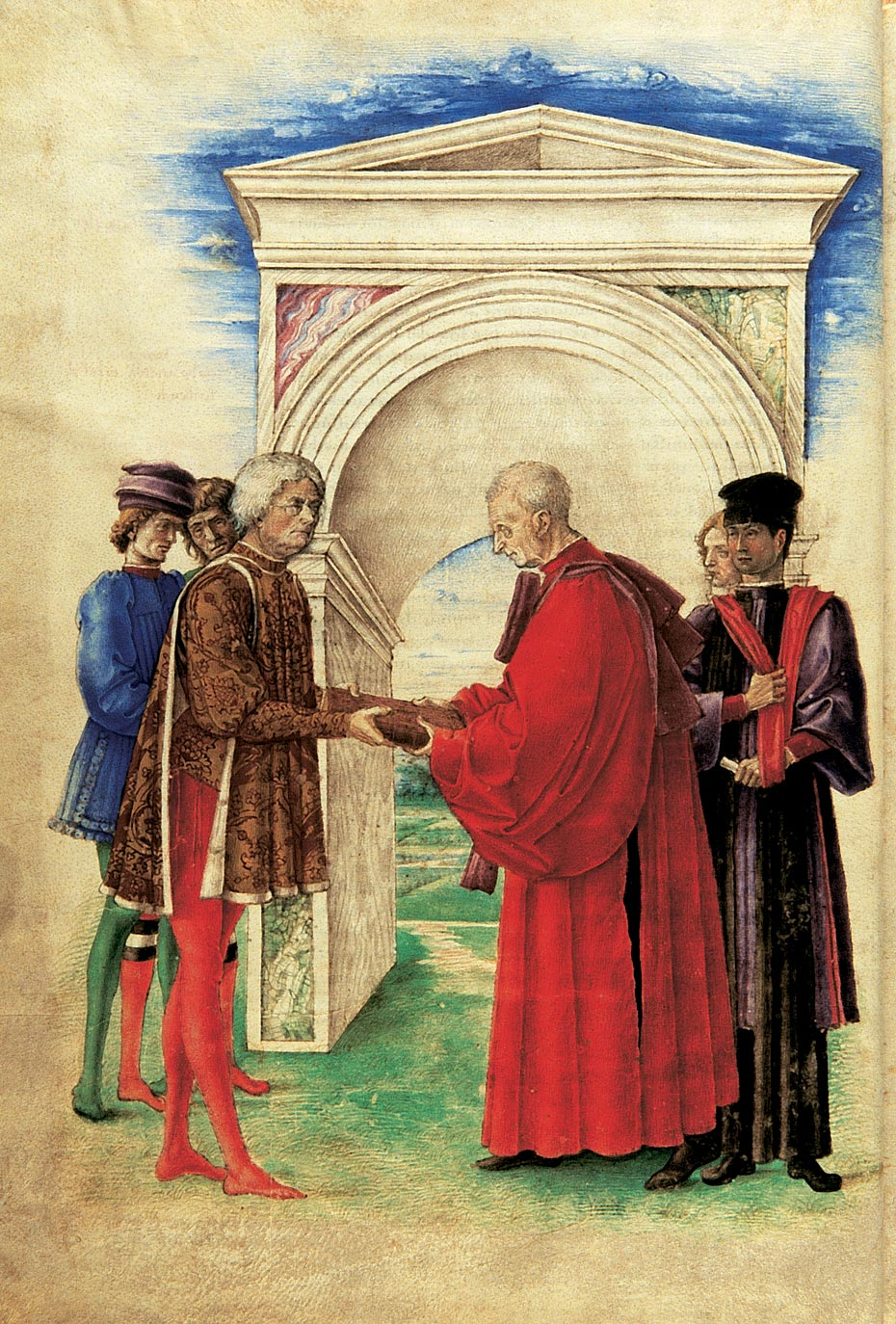
Атрибутируется Джованни Беллини. Гуарино да Верона, преподносящий «Географию» Страбона. Миниатюра из манускрипта. Ок. 1459

В 1436 году по рекомендации Лионелло стал профессором риторики, латинского и греческого языков университета Феррары с условием возобновления контракта через каждые пять лет. Его метод преподавания был столь прославлен, что студенты прибывали к нему со всех концов Италии и даже из Англии. Некоторые из них, в частности Витторино да Фельтре, позднее стали известными учёными. Влияние Гуарино на феррарский двор было очень велико, он во многом изменил его и, предполагают, возможно благодаря ему Феррара была избрана местом грядущего Ферраро-Флорентийского собора между католиками и православными в 1438 году, куда он также был приглашён в качестве переводчика с греческого.
Предок итальянского поэта Джамбаттиста Гварини. В Ферраре Гуарино да Верона сблизился с Пизанелло, который подарил ему картину «Святой Иероним», а Гуарино в ответ посвятил ему восторженную латинскую поэму. Публично полемизировал о древнеримской истории с Поджо Браччолини. На него особенно повлиял византийский философ Плифон.

## Творчество
Составленные Гуарино программы изучения латинского и греческого языков в прозе и стихах, классических текстов, курс грамматики использовались на протяжении последующих четырёхсот лет. Перевёл Плутарха, Страбона, Ливия, сатиры Ювенала, письма Аристотеля и Платона, некоторые работы Аристотеля, Цицерона, Лукиана, Исократа, а также греческую грамматику Хрисолора, создал комментарии к Персию и Марциалу, ряд речей и более 600 эпистол. Коллекционировал латинские рукописи, в числе прочих стал первооткрывателем нескольких манускриптов Плиния Младшего, Цицерона и Цельса. В Венеции в 1419 году обнаружил рукопись Плиния Младшего «Письма», содержавшую приблизительно 124 письма (рукопись не сохранилась, известна по копиям). Посвятил поэму творчеству художника Пизанелло. 